# Attilio Micheluzzi
Attilio Micheluzzi (Umago, 11 agosto 1930 – Napoli, 20 settembre 1990) è stato un fumettista italiano, riconosciuto maestro e importante esponente del fumetto italiano. Nonostante abbia esordito in tarda età, nell'arco di vent'anni diede vita a numerose storie a fumetti come Johnny Focus, Petra Chérie, Marcel Labrume, Rosso Stenton, Air Mail, Bab-el-Mandeb, Roy Mann, Siberia, Titanic, Afghanistan, pubblicate su note riviste del fumetto d'autore italiane come Il Giornalino, Corriere dei ragazzi, alter alter, Orient Express, Comic Art, L'Eternauta, Corto Maltese e nella collana Un uomo un'avventura.

## Biografia

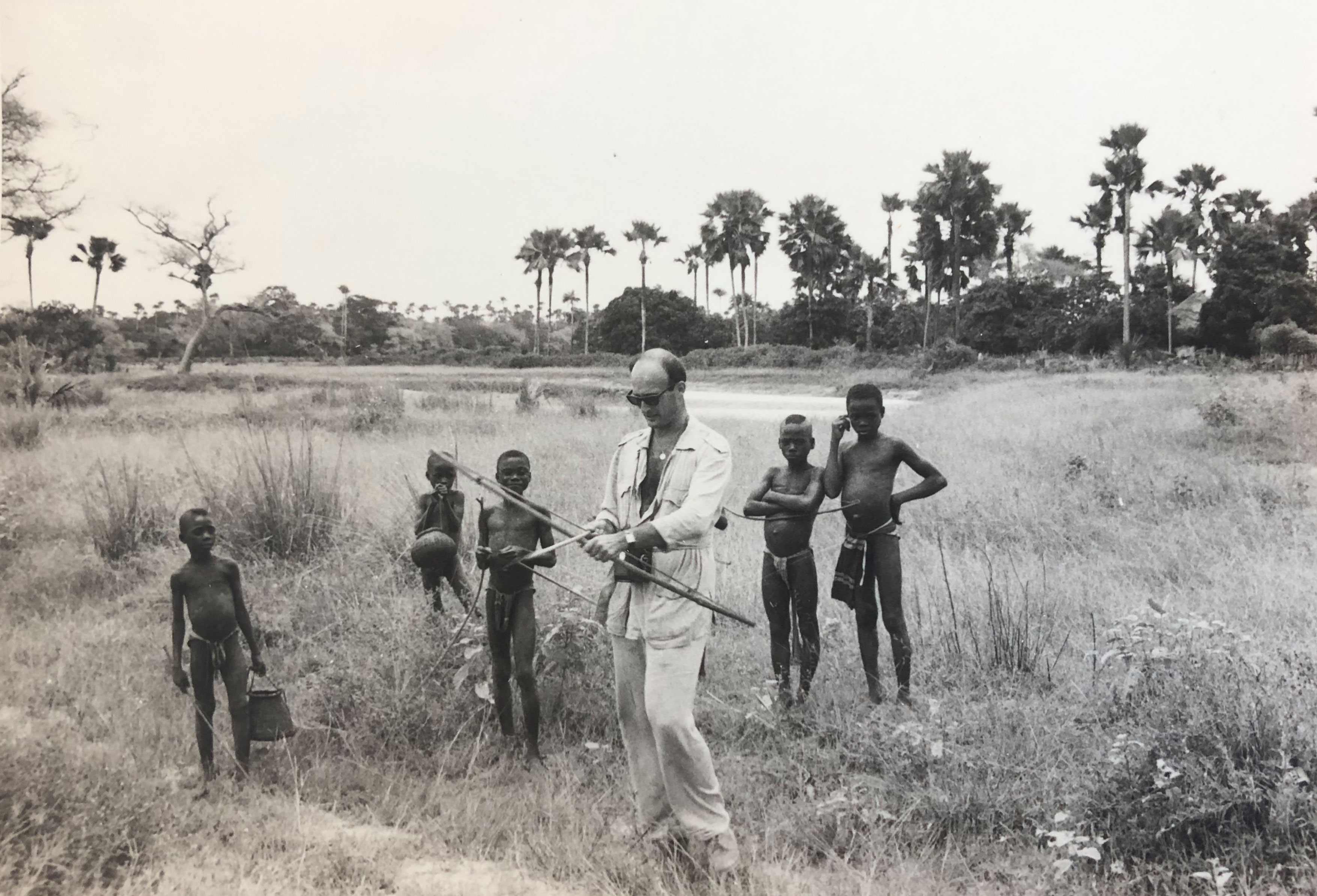
Micheluzzi in Senegal (1965)

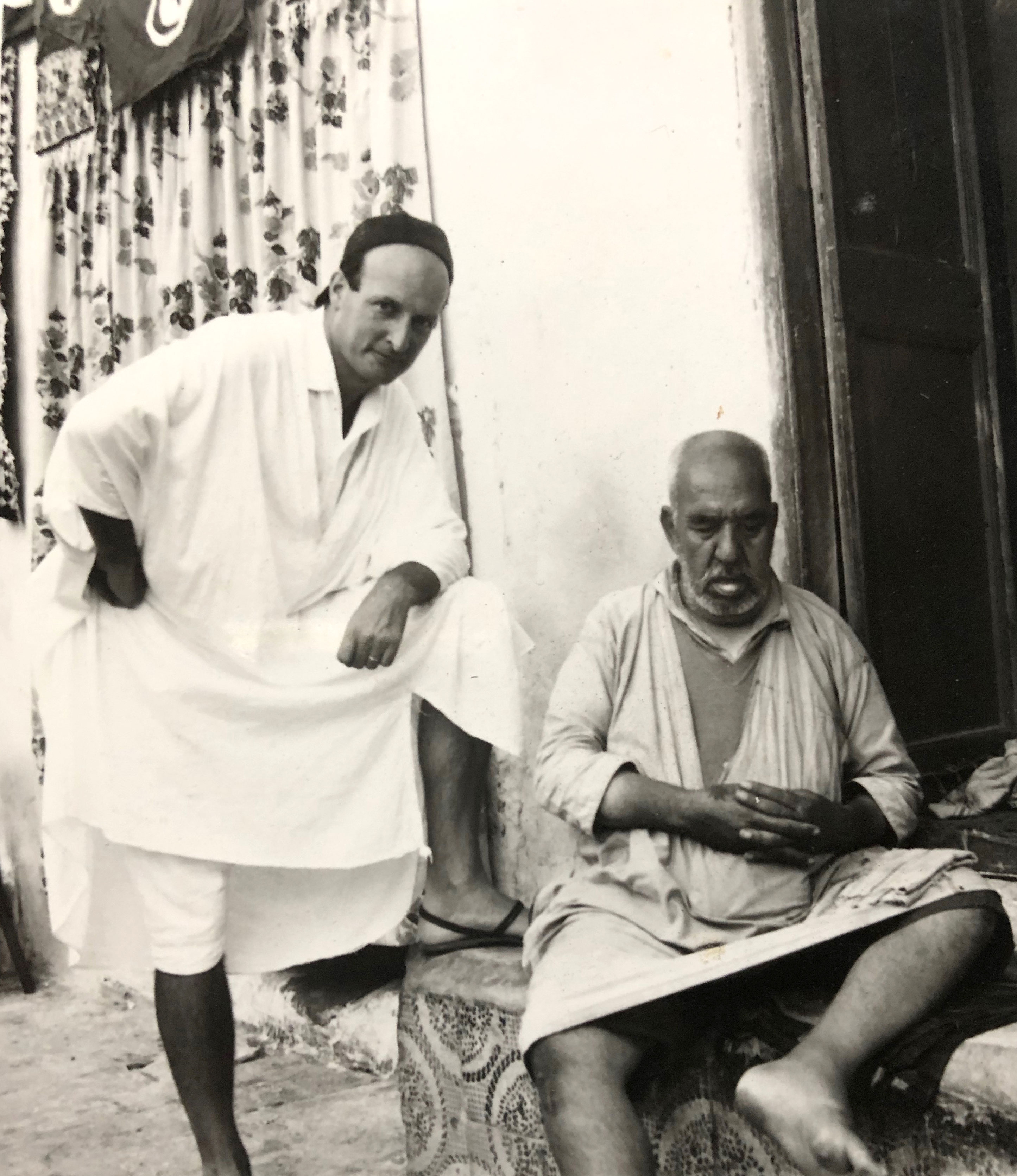
Micheluzzi a Sousse, Tunisia (1966)

Nasce a Umago, in Istria, ancora territorio italiano, da padre ufficiale della Regia Aeronautica. Nel secondo dopoguerra, dopo la firma dei Trattato di Parigi che assegnò parte dei territori italiani alla Jugoslavia, la sua famiglia comincia a girare l'Italia a causa del lavoro del padre, vivendo a Ferrara, Padova, Caserta, Gorizia, Trieste, Forlì, Milano, Novara, Macerata per poi stabilirsi a Roma. Consegue la laurea in architettura a Napoli nel 1961 trasferendosi subito dopo in Africa. Lavora in Senegal, Nigeria, Gambia, Tunisia e Libia dove, nel 1969, poco prima di assumere l'incarico di Architetto della Casa Reale, è costretto a tornare a Napoli a seguito del colpo di Stato che portò Gheddafi al potere.

### Anni Settanta
All'età di quarantadue anni, viste le difficoltà incontrate tentando di continuare la sua carriera in patria, decide di cambiare radicalmente mestiere, disegnando fumetti. Scrive e disegna una breve storia che invia al Corriere dei Ragazzi; siamo nel 1972 quando inizia la collaborazione con la testata milanese.

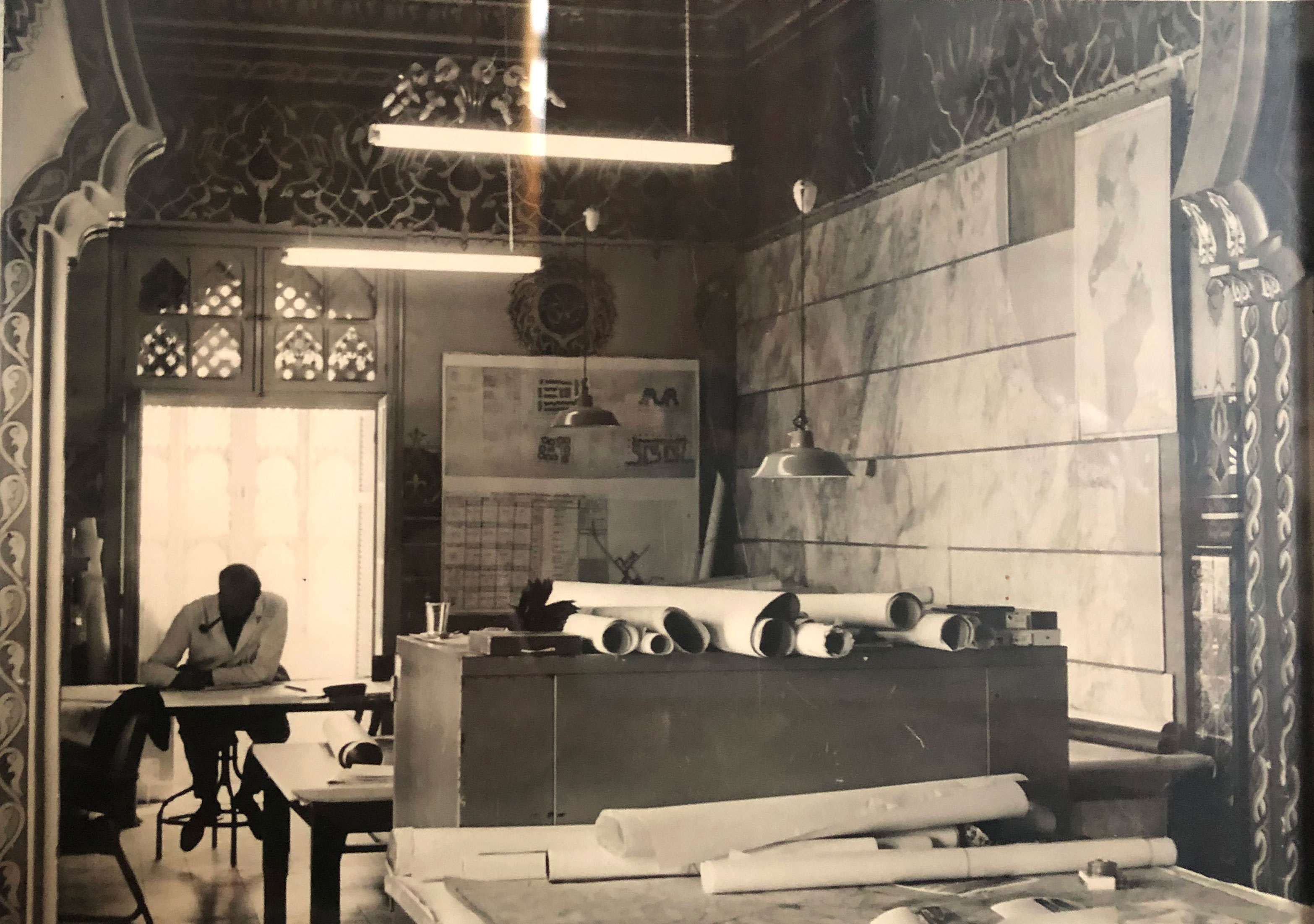
Attilio Micheluzzi nel suo studio di architetto a Sousse, Tunisia, 1966

Esordisce realizzando, per la serie Dal nostro inviato nel tempo Mino Milani. Il pilota che morì due volte, su testi dello stesso Milani, pubblicato per una forma di pudore, quasi vergogna, con lo pseudonimo di Igor Artz Bajeff (omaggio ad una nonna di Belgrado e all'illustratore russo Boris Artzybasheff), che però abbandonerà dopo pochi mesi per firmare le opere con il suo nome. In totale, dal marzo al novembre 1972, usciranno sul Corriere dei Ragazzi nove storie firmate Bajeff, tra cui La tragedia del Titanic. La vera identità dell'autore (definito "architetto e pittore") sarà svelata sul numero 35 della rivista nell'agosto 1972. La prima storia accreditata e firmata Micheluzzi è Rotta per Londra, pubblicata nell'ottobre 1972. Disegna in seguito numerosi altri racconti per le serie Dal nostro inviato nel tempo Mino Milani, Fumetto verità, Il gioco del destino, il fumetto della realtà e I grandi generali, occupandosi in alcuni casi anche dei testi. Nel 1974 crea Johnny Focus, il suo primo personaggio seriale, di cui realizzerà 18 storie, pubblicate sul Corriere dei Ragazzi fino al 1976, anno in cui lascia la rivista. Realizzerà cinque ulteriori avventure del fotoreporter giramondo per la rivista Orient Express nel 1982 e una storia conclusiva (Zakia Makuk) per la rivista Zodiaco nel 1986 (pubblicata in tre parti, le tavole finali sono rimaste inedite a causa della chiusura della rivista). 
Inizia, nel 1976, a lavorare per Il Giornalino, disegnando le avventure di Capitan Erik, personaggio creato da Claudio Nizzi e fino ad allora illustrato da Ruggero Giovannini. Curerà i disegni di Capitan Erik fino alla chiusura della serie nel 1982, con una breve ripresa (tre ulteriori episodi) nel 1990. A esse si affiancano numerose altre storie, fra cui le biografie a fumetti di illustri personaggi del passato quali Martin Luther King, Gandhi, Florence Nightingale, Popieliuszko e Salvo D'Acquisto, nonché le illustrazioni per le rubriche della rivista. Sempre per Il Giornalino nel 1977 crea il personaggio di grande successo Petra Chérie e realizza negli anni successivi i disegni per Il principe e il povero, Gli ammutinati del Bounty e per i racconti brevi Trovate la spia e La locanda del pescatore. Nel 1977 realizza Simon Flash per la rivista Skorpio della Eura Editoriale, e collabora con la rivista SuperGulp! della Mondadori dove pubblica nel 1978 la serie Parallelo 5. Le sue opere non passano inosservate all'editore Bonelli che lo contatta per realizzare due albi della sua collana Un uomo un'avventura. Micheluzzi disegna nel 1978 L'uomo del Tanganyka e, nel 1980, L'uomo del Khyber.

### Anni Ottanta
Gli anni Ottanta si aprono con la collaborazione di Micheluzzi con un'altra nota rivista, alter alter, che a differenza di quelle con cui ha collaborato finora si rivolge a un pubblico più adulto. Oltre a ricevere il Premio Yellow Kid al Salone Internazionale dei Comics di Lucca, per la nuova testata disegna, nel 1980, Marcel Labrume e, due anni dopo, quattro nuovi episodi di Petra Chérie. Parallelamente a questo nuovo rapporto lavorativo realizza per il Messaggero dei Ragazzi, la riduzione a fumetti de I Promessi Sposi (su testi di Stelio Martelli, pseudonimo di Mino Milani) e la biografia di Anna Frank.
Nel 1982, sulla rivista Orient Express, nata proprio in quell'anno, riprende a illustrare le avventure del suo primo personaggio seriale, Johnny Focus e, per la rivista Più, dà corpo, su testi di Mino Milani, al personaggio femminile di Molly Manderling. La sua vastissima produzione artistica lo vede approdare anche alla testata L'Eternauta, sul cui n. 10 del dicembre di quell'anno fa la sua prima apparizione Rosso Stenton.
L'anno successivo, sempre per la rivista Orient Express, crea Air Mail. Altre avventure di questo personaggio compariranno sulla rivista Giungla della Nerbini e su L'Eternauta. I riconoscimenti al suo lavoro travalicano i confini nazionali e riceve, nel 1984, il Prix Alfred ad Angoulême, la più importante manifestazione di fumetti francese. Lo stesso anno pubblica Jesus Detective San sulla rivista Full della Bonelli. Nel 1985 pubblica Fiasco a Beda Littoria sul primo numero di European Cartoonist Magazine.
Nel 1986, per la testata Corto Maltese, disegna la storia lunga Bab-el-Mandeb e, sul n. 11 di quel novembre, escono 29 tavole della storia dedicata a Jean Mermoz, pubblicata per il mercato francofono dall'editore Kesselring di Losanna. L'anno successivo, sulla rivista Comic Art, vede la luce Roy Mann, l'ennesimo nuovo personaggio, questa volta realizzato su testi di Tiziano Sclavi, la cui terza avventura verrà pubblicata postuma nel 1991. Nel 1988, Micheluzzi realizza per Corto Maltese la lunga storia Siberia e, su testi di Federico Povoleri, disegna Il triangolo maledetto. Sempre nello stesso anno, Comic Art pubblica anche Titanic (che aveva già narrato sul Corriere dei Ragazzi nella serie Dal nostro inviato nel tempo Mino Milani nel 1972 con la storia La tragedia del Titanic.) e Articolo 7 della serie I diritti umani. Il secondo Albo Speciale di Dylan Dog della Sergio Bonelli Editore, Gli orrori di Altroquando, approdato in edicola nel 1989, è ancora frutto della sua collaborazione con Sclavi. In questo periodo realizza brevi storie horror per la rivista Splatter della ACME, proseguendo a lavorare su questo genere di fumetti per il quale, anni prima, aveva disegnato alcune storie per il mercato americano.

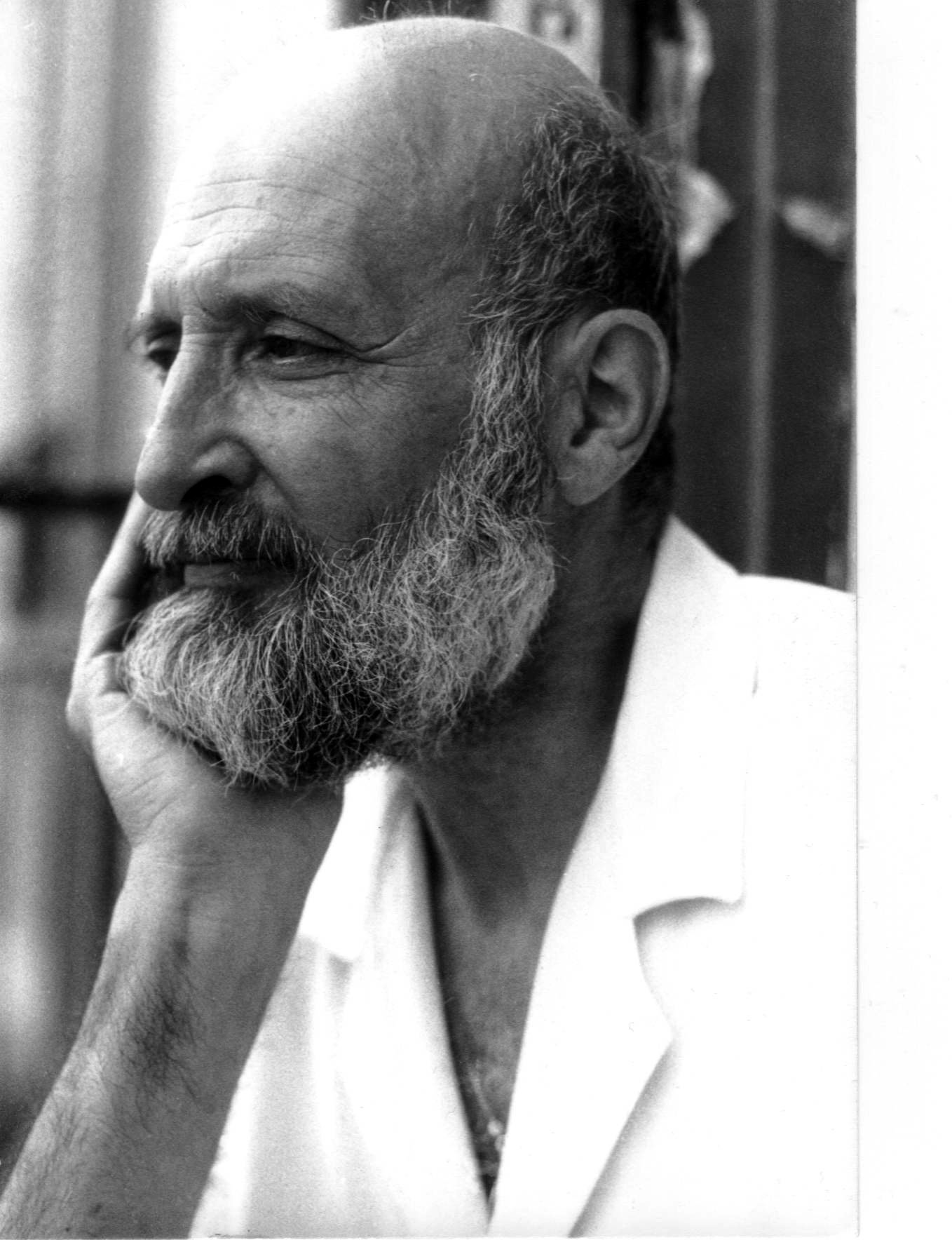
Attilio Micheluzzi a Napoli, 1988

A partire dall'ultimo anno di vita dell'autore, compaiono sulla rivista L'Eternauta le avventure di Corsaro, su testi di Luigi Mignacco, mentre, dal n. 75 del gennaio 1991 al n. 77 del marzo 1991, uscirà Afghanistan, la sua ultima opera rimasta purtroppo incompiuta (realizzata parzialmente, a matita e chine).
Sempre nel 1990 disegna Francisco Pizarro en Peru - Los trece de la Fama per un grande progetto dell'Editorial Planeta-De Agostini, Relato del Nuevo Mundo, dedicato alla celebrazione dei cinquecento anni dalla scoperta delle Americhe, per la sceneggiatura della scrittrice argentina Lilian Goligorsky. Il volume viene pubblicato in Spagna nel 1992 e in Italia, per la prima volta, solo nel 2018.

## Opere
- Johnny Focus: serie in 18 episodi per il Corriere dei Ragazzi (dal 1974 al 1976), 5 episodi pubblicati su Orient Express (n. 1, 2, 3, 4 e 6, Edizioni L'isola Trovata, 1982) e un episodio conclusivo (Zakia Makuk) per Zodiaco (1986).
- Capitan Erik: serie in 44 episodi pubblicata su Il Giornalino dal 1976 al 1982 e con una breve ripresa nel 1990
- Petra Chérie: serie in 24 episodi pubblicata su Il Giornalino a partire dal 1977 e proseguita nel 1982 con quattro episodi finali su Alter Alter (n. 97, 98, 100 e 101, Editore Milano Libri, 1982)
- L'uomo del Tanganika (Un uomo un'avventura n. 18, CEPIM, 1978)
- L'uomo del Khyber (Un uomo un'avventura n. 26, CEPIM, 1980)
- Marcel Labrume: serie in 2 episodi pubblicati a puntate su alter alter (dal n. 82 al n. 85, dal n. 106 al n. 108 e poi nei n. 110, 111, 113 e 114, Editore Milano Libri, dal 1980 al 1983)
- Molly Manderling (1982)[16]
- Rosso Stenton: serie in 4 episodi pubblicati a puntate su L'Eternauta (dal 1982 al 1986) e su Orient Express - I Protagonisti (1986)
- Air Mail: serie in 3 episodi pubblicati a puntate su Orient Express (dal n. 13 al n. 16 e dal n. 21 al n. 24, dal 1983 al 1984) e su L'Eternauta (n. 42, 43, 44, E.P.C., dal 1983 al 1986)
- Bab-el-Mandeb: storia pubblicata in 10 puntate su Corto Maltese (dal n. 1 al n. 10, Milano Libri Edizioni, 1986)
- Roy Mann: serie in 3 episodi pubblicati a puntate su Comic Art (1987-1988)
- Gli orrori di Altroquando: su Speciale Dylan Dog (n. 2, Sergio Bonelli Editore, 1988)
- Titanic: storia pubblicata in 5 puntate su Comic Art (1988-1989)
- Pezzi da esposizione: storia singola su Splatter (n. 1, ACME, 1989)
- Siberia: storia pubblicata in 5 puntate su Corto Maltese (dal n. 72 al n. 75, Milano Libri Edizioni, 1989)
- Miriam: storia singola su Splatter (n. 6, ACME, 1989)
- Pizarro in Perù - Los trece de la Fama (Editorial Planeta-De Agostini 1992)[15]
- Corsaro: serie in 3 episodi pubblicati su L'Eternauta (1990-1991)
- Afghanistan: serie in 2 episodi pubblicata su Comic Art (1991), poi in Edizioni NPE (2020) ISBN 9788894818468
- Jesus Detective San: un solo episodio su Ken Parker Magazine (n. 24, Parker Editore, 1995)

Ristampe in volume
- Il principe e il povero (Editrice Libreria della Famiglia 1979)
- Petra chérie 1 (Visualprint 1980)
- Petra chérie 2 (Visualprint 1980)
- "No alla violenza" (Edizioni Messaggero di Padova 1981) - Contiene: Anna Frank
- Johnny Focus (Il Gatto & la Volpe 1981)
- Marcel Labrume (Milano Libri 1981)
- Petra chérie (Milano Libri 1982)
- Johnny Focus reporter (Ivaldi 1982)
- AA.VV., "Soldati di Ventura" (Ivaldi 1982) - Contiene: Il sole di Montezuma, Il solitario di Juan Fernandez, Il pirata della regina
- I reportages di Johnny Focus (Ivaldi 1982)
- AA.VV., "Gli invincibili" (Edizioni Paoline 1983)- Contiene: Martin Luther King e Gandhi
- "I Protagonisti di Orient Express" n. 3: Rosso Stenton (Edizioni L'Isola Trovata 1984)
- "Gli Albi di Orient Express" n. 4: Air Mail  (Edizioni L'Isola Trovata 1984)
- Molly Manderling (Ivaldi 1984)
- "Gli Albi di Orient Express" n. 9: Air mail: Dry week end (Edizioni L'Isola Trovata 1985)
- "I Protagonisti di Orient Express" n. 11: Rosso Stenton: Avventura in Manciuria (Edizioni L'Isola Trovata 1985)
- Marcel Labrume à la recherche du temps perdu (Milano Libri Edizioni 1985)
- "Gli Albi di Orient Express" n. 15: Air mail: Country fair photo (Edizioni L'Isola Trovata 1986)
- "I Protagonisti di Orient Express" n. 16: Rosso Stenton: La lunga notte (Edizioni L'Isola Trovata 1986)
- "Gli Albi di Orient Express" n. 22: Air mail: Palmer Special Number One (Edizioni L'Isola Trovata 1986)
- Bab-el-Mandeb (Rizzoli - Milano libri 1987)
- "Gli Albi di Orient Express" n. 32: Roy Mann in uno strano mondo (Edizioni L'Isola Trovata 1988)
- "Gli Albi di Orient Express" n. 37: Roy Mann: Orizzonti di gloria (Edizioni L'Isola Trovata 1988)
- AA.VV., "La grande avventura dei fumetti" n. 13 (DeAgostini 1990) - Contiene: L'irresistibile Barone, Petra chérie
- AAA.VV., I diritti umani 2 (Editrice Comic Art 1990) - Contiene: I diritti umani: Articolo 7
- Gli orrori di Altroquando (Arnoldo Mondadori Editore 1992)
- "Best Comics" n. 22(Editrice Comic Art 1993) - Contiene: Roy Mann in uno strano mondo, Roy Mann: Orizzonti di gloria, Roy Mann: Quante volte tornerai
- "I grandi del fumetto" n. 12: L'uomo del Khyber (Hobby & Work Italia 1996)
- "I grandi del fumetto" n. 20: L'uomo del Tanganyka (Hobby & Work Italia 1996)
- "Tascabilizard" n. 35: Mermoz (Lizard Edizioni 1999)
- "I libri di Enzo Biagi" nn. 145-146, Americani: storia dei popoli a fumetti (Arnoldo Mondadori Editore 1997) Contiene: Arrivano i vichinghi, Una nuova patria per i padri pellegrini, Da est a ovest
- "Dylan Dog Super Book" n. 2: Gli orrori di Altroquando (Sergio Bonelli Editore 1997)
- Titanic (Lizard Edizioni 1998)
- "Tascabilizard" n. 35: Siberia (Lizard Edizioni 1998)
- "Tascabilizard" n. 40: Petra chérie primo volume (Lizard Edizioni 2000)
- "Tascabilizard" n. 41: Petra chérie secondo volume (Lizard Edizioni 2001)
- "SuperMiti" n. 32: Americani: storia dei popoli a fumetti (Arnoldo Mondadori Editore 1997) Contiene: Arrivano i vichinghi, Una nuova patria per i padri pellegrini, Da est a ovest
- "Tascabilizard" n. 49, Afghanistan (Lizard Edizioni 2002)
- AA.VV., Splatter Anthology (Coniglio Editore 2002) - Contiene: Pezzi da esposizione, Miriam si sveglia a Natale
- "Tascabilizard" n. 55: Marcel Labrume (Lizard Edizioni 2004)
- "Tascabilizard" n. 61: Johnny Focus primo volume (Lizard Edizioni 2004)
- "Tascabilizard" n. 62: Johnny Focus secondo volume (Lizard Edizioni 2004)
- "Tascabilizard" n. 63: Johnny Focus terzo volume (Lizard Edizioni 2004)
- "Tascabilizard" n. 64: Johnny Focus quarto volume (Lizard Edizioni 2005)
- "Maestri del Fumetto"  (San Paolo Editore 2005) - Contiene: Petra chérie: Furto al consolato, Spie a Venezia, Il cimitero di Psammatia, I cani di Costantinopoli
- "La nuova storia del mondo a fumetti" (Arnoldo Mondadori Editore 2005) Contiene: Arrivano i vichinghi, Una nuova patria per i padri pellegrini, Da est a ovest
- "Tascabilizard" n. 67: Molly Manderling (Lizard Edizioni 2006)
- Dal Tanganika al Khyber (Comma 22 2008)
- Air Mail (Comma 22 2011)
- Petra Chérie (Comma 22 2013)
- AA.VV., Splatter (Rizzoli Lizard 2013) - Contiene: Pezzi da esposizione, Miriam si sveglia a Natale
- Capitan Erik vol. 2 - Diamanti (Allagalla Editore 2017)
- Capitan Erik vol. 3 - Caraibi (Allagalla Editore 2019)
- Capitan Erik vol. 4 - Vittoria (Allagalla Editore 2019)
- Rosso Stenton: Shanghai (Little Nemo Art Gallery 2019)
- "53 storie brevi " (Allagalla Editore 2020) - Contiene: La locanda del pescatore
- Dylan Dog - Gli orrori di Altroquando (Sergio Bonelli Editore 2020)
- Marcel Labrume (raccolta integrale delle storie), Edizioni NPE, 2017 ISBN 9788894818215[17]
- Titanic, Edizioni NPE, 2018, ISBN 9788894818222[18]
- Pizarro in Perù, Edizioni NPE, 2018, ISBN 9788894818406[19]
- Siberia, Edizioni NPE, 2019, ISBN 9788894818451[20]
- Afghanistan, Edizioni NPE, 2020, ISBN 9788894818468[21]
- Roy Mann (raccolta integrale delle storie), Edizioni NPE, 2021 ISBN 9788836270323[22]
- L'uomo del Tanganyka, Edizioni NPE, 2022, ISBN 9788836270750[23]
- Petra Chérie (raccolta integrale delle storie), Edizioni NPE, 2022 ISBN 9788836270880[24]
- Rosso Stenton (raccolta integrale delle storie), Edizioni NPE, 2022, ISBN 9788894818598[25]
- Air Mail (raccolta integrale delle storie), Edizioni NPE, 2023, ISBN 9788836271009[26]
- L'uomo del Khyber, Edizioni NPE, 2023 ISBN 9788836271900[27]
- Mermoz, Edizioni NPE, 2023, ISBN 9788836271818[28]
- Bab el-Mandeb, Edizioni NPE, 2024 ISBN 9788836272211[29]
- I grandi generali, Edizioni NPE, 2024 ISBN 9788836272655
- I promessi sposi, Edizioni NPE, 2025 ISBN  9788836272563
- Il principe e il povero, Edizioni NPE, 2025 ISBN 9788836272716.

Edizioni straniere
Francia
- Marcel Labrume - Que tu es beau Marcel, t'es un salaud Marcel (Les Humanoïdes Associés 1983)
- Marcel Labrume - A la recherche des guerres perdues (Les Humanoïdes Associés 1983)
- Shanghai (Editions du Cygne 1983)
- Air Mail (Dargaud 1984)
- Air Mail: Dry Weekend (Dargaud 1985)
- Molly Manderling (Dargaud 1985)
- Petra chérie (Les Humanoïdes Associés 1985)
- Air Mail: Palmer Special Number One (Dargaud 1986)
- L'homme du Khyber (Chalmin 1986)
- L'homme du Tanganika (Chalmin 1986)
- Roy Mann (Comics USA 1990)
- Titanic (Casterman 1990)
- Rosso Stenton - Shanghai (Magic-strip 1990)
- Rosso Stenton - La longue nuit (Magic-strip 1991)
- Rosso Stenton - Yellow Christmas (Magic-strip 1991)
- Rosso Stenton - La longue nuit (Mosquito 2006)
- Rosso Stenton - Yellow Christmas (Mosquito 2007)
- Petra chérie  (Mosquito 2008)
- Marcel Labrume  (Mosquito 2009)
- Bab-el-Mandeb (Mosquito 2010)
- Mermoz  (Mosquito 2013)
- Khyber (Mosquito 2016)

Belgio
- Johnny Focus: Destination Teheran (Artefact 1985)
- Titanic (Casterman 1990)
- Sibérie (Casterman 1991)
- Bab-el-Mandeb (Casterman 1993)

Svizzera
- Johnny Focus - La piste de Mombasa (Editions Kesselring 1985)
- Johnny Focus - Grand reporter du XXe siècle (Editions Kesselring 1985)
- Mermoz (Editions Kesselring 1987)

Danimarca
- Air Mail: Palmer Special Number One (Carlsen Comics 1988)

Germania
- Air Mail - Ice bin ein As, Baby (Carlsen Verlag 1987)
- Air Mail: Dry Weekend (Carlsen Verlag 1987)
- Air Mail: Palmer Special Number One (Carlsen Verlag 1987)
- Bab-el-Mandeb (Carlsen Verlag 1990)
- Der Mann von Tanganjika (Feest Comics 1993)
- Ein Mann ein Abenteuer - Der Mann von Tanganjika (Egmont 1997)
- Johnny Focus - Gesamtausgabe - Band 1 (Zack Edition)
- Johnny Focus - Gesamtausgabe - Band 2 (Zack Edition)
- Johnny Focus - Gesamtausgabe - Band 3 (Zack Edition 2021)

Spagna
- Johnny Focus (Nueva Frontera 1982)
- En la selva de Tanganika (Nueva Frontera 1982)
- Reportajes de Johnny Focus (Editor Valencia 1983)
- Air Mail (Ninth Comic 2014)
- Mermoz (Ninth Comic 2015)
- Air Mail (Ninth Comic 2015)
- Petra Chérie (Ponent Mon 2017)
- Siberia (Ponent Mon 2018)
- Roy Mann (Toutain Editor 1990)
- Francisco Pizarro en Perù - Los trece de la fama (Planeta-De Agostini 1992)

Olanda
- Schaduw van de wraak (Centripress 1981)
- Operatie Koenisberg (Centripress 1982)
- Marcel Labrume - Wat ben Je mooi, Marcel, Je beent een ploert Marcel (Casterman 1986)
- Marcel Labrume - Op Zoek Naar de Verloren Oorlogen (Casterman 1987)
- Petra Chérie: zoete nevels van Vlaanderen (Casterman 1987)
- Petra Chérie: Spionnen in Venetie (Casterman 1988)
- Petra Chérie: de roos van de Bosporus (Casterman 1988)
- Johnny Focus - Mombasa Road (Centripress 1989)
- Johnny Focus 2 (Loempia 1990)
- Rosso Stenton - Shanghai (Loempia 1990)
- Rosso Stenton - Twee druppels bloed in de sneeuw (Loempia 1990)
- Rosso Stenton - De Lange Nacht (Loempia 1991)
- Rosso Stenton - Yellow Christmas (Loempia 1991)
- Molly Manderling (Loempia 1992)

Croazia
- Marcel Labrume (Fibra 2012)
- Petra chérie (Fibra 2012)
- Sibir/Titanic (Fibra 2021)
- Air Mail (Fibra 2022) - Contiene: Air Mail, L'uomo del Tanganika, L'uomo del Khyber, Bab-el-Mandeb

USA
- Euronovel Number 1 - Shanghai (Pacific Comics Club 1985)
- Air Mail su Aces n. 1/5 (Acme Press 1988)
- The farewell song of Marcel Labrume (Fantagraphics 2024)

Bibliografia
Monografie
- S. Alligo (a cura di), Micheluzzi, Little Nemo, Torino 2010
- S. Alligo (a cura di), Attilio Micheluzzi. Rosso Stenton: Shanghai, Little Nemo, Torino 2020
- R. Curci (a cura di), Attilio Micheluzzi. Fumetti tra fantasia e avventura, Silvana Editoriale, Cinisello Balsamo (MI) 2021
- G. Frediani (a cura di), Attilio Micheluzzi, «Avventura Magazine», Sergio Bonelli Editore, Milano 2015e vita di un classico, Comic Art, Roma 1992
- C. Napoli (a cura di), Attilio Micheluzzi. Architetto d'avventure, Black Velvet, Bologna 2008
- M. Paganelli - V. Mollica (a cura di), Attilio Micheluzzi, Editori del Grifo, Montepulciano (SI), 1986

Articoli in volumi di saggistica
- S. Alligo, A proposito di Micheluzzi, in 51a Asta Little Nemo. Arte Fumetto. Omaggio a Micheluzzi. Maestri del Fumetto, Little Nemo, Torino 2018, pp. 5–9.
- S. Brancato, La malinconia della voce fuoricampo: confondere i ruoli tra autore, personaggi e lettore. Appunti su Eisner, Micheluzzi e Miller, in D. Barbieri (a cura di), La linea inquieta. Emozioni e ironia nel fumetto, atti del convegno (Bologna, 8-9 maggio 2004), Meltemi, Roma 2005.
- G. Brunoro, Attilio Micheluzzi, in R. Festi et al. (a cura di), Maestri del Fumetto Europeo, catalogo della mostra (Carpi e Rovereto, 2004), Little Nemo, Torino 2004.
- A. Carboni, Storie di fumetto e di amicizia. I grre, Little Nemo, Torino 2015.
- G. Frezza, Attilio Micheluzzi, in F. Orioli (a cura di), Orbita ellittica - Le misure mutevoli di Napoli, catalogo della mostra (Napoli, 2011), arte' m, Napoli 2011.
- G. Pollicelli, Fumetti d'intelligence. Lo spionaggio a strisce dalle origini a oggi, Nuova Argos, Roma 2018.
- C. Scaringi (a cura di), Strisce di guerra - Il fumetto e il secondo conflitto mondiale, Edizioni Metropolis Distribuzioni, Roma 1990.

Articoli in volumi a fumetti di Micheluzzi
- C. Ferracci (Direttore della Biblioteca delle Nuvole - Perugia), Prefazione, in I grandi generali, Edizioni NPE, Eboli (SA) 2024.
- V. Graziano, Donne e motori (corazzati) nel Corno d'Africa, in Bad-el-Mandeb, Edizioni NPE, Eboli (SA) 2024.
- V. Graziano, Sulle tracce di Marzo, in Mermoz, Edizioni NPE, Eboli (SA) 2023.
- D. Padovani, L'architetto del fumetto amante della Storia, in L'uomo del Khyber, Edizioni NPE, Eboli (SA) 2023.
- L. Cantone, Attilio Micheluzzi: volare attraverso la tavola bianca, in Air Mail, Edizioni NPE, Eboli (SA) 2023.
- L. Cantarelli, Il fascino dell'esotico e della narrazione adulta, in Rosso Stenton, Edizioni NPE, Eboli (SA) 2022.
- L. Cantarelli, Una donna indipendente, perfino dal suo autore, in Petra chérie, Edizioni NPE, Eboli (SA) 2022.
- R. Stracuzzi, La grande illusione di Micheluzzi, in L'uomo del Tanganika, Edizioni NPE, Eboli (SA) 2022.
- G. Brunoro, Raccontarsi come autodafé, in Afghanistan, Edizioni NPE, Eboli (SA) 2020.
- J. E. Martinez, Vita Mea Operam Meam Explicat, in Siberia, Edizioni NPE, Eboli (SA) 2019.
- S. Brancato, Francisco Pizarro en Peru: un capolavoro ritrovato, in Pizarro in Perù, Edizioni NPE, Eboli (SA) 2018.
- L. Cantarelli, Attilio Micheluzzi, un artista titanico, in Titanic, Edizioni NPE, Eboli (SA) 2018.
- G. Brunoro, Micheluzzi, il sogno della perfezione, in Marcel Labrume,  Edizioni NPE, Eboli (SA) 2016.
- S. Brancato, Petra chérie dalla Belle Époque al Secolo Breve, in S. Brancato (a cura di), Petra chérie, Comma 22, Bologna 2013, pp. 5–7.
- P.L. Gorla, Petra chérie, o l'erotismo declinato al femminile, in S. Brancato (a cura di), Petra chérie, Comma 22, Bologna 2013, pp. 8–11.
- C. Novelli, Altera chérie, in S. Brancato (a cura di), Petra chérie, Comma 22, Bologna 2013, pp. 12–13.
- L. Raffaelli, L'architetto della storia, in S. Brancato (a cura di), Petra chérie, Comma 22, Bologna 2013, pp. 14–15.
- S. Brancato, Ruggivano gli anni venti, in Air Mail, Comma 22, Bologna 2011.
- S. Brancato, Dal Tanganika al Khyber, in Dal Tanganika al Khyber, Comma 22, Bologna 2008.
- P. Interdonato, Assurdo Roy Mann, in Roy Mann, Rizzoli Lizard, Milano 2013.
- C. Riva, La storia tra le nuvole, in Corto Maltese - Avventure nel tempo, RGS Quotidiani, Milano 2009.
- D. Barbieri, L'avventura e l'affettività, in A. Micheluzzi, Petra chérie, Mondadori, «I Maestri del Fumetto» 22, Milano 2009 (rist. Tunué, Latina 2012).
- C. Bertieri, Una storia di Ruritania e qualcos'altro, in Molly Manderling, Ivaldi Editore, Genova 1984.
- F. Serra, Caro diario, in Petra chérie, Milano Libri, Milano 1982.
- A. Micheluzzi, Postfazione, in Petra chérie 1, Visualprint, Milano 1980.

## Riconoscimenti
- 1980: Premio ANAF (Associazione Nazionale Amici del Fumetto), Reggio Emilia - "Premio della giuria".
- 1980: Premio Nettuno di Bronzo, Bologna.
- 1980: Premio Yellow Kid (14° Salone Internazionale dei Comics, dell'Illustrazione e del Cinema d'animazione di Lucca).[1][2][6]
- 1981: Premio ANAF (Associazione Nazionale Amici del Fumetto), Reggio Emilia - "Referendum miglior soggettista".
- 1981: Premio Nettuno di Bronzo, Bologna.
- 1984: Prix Alfred al Festival international de la bande dessinée d'Angoulême[1][2][6] con l'albo Marcel Labrume - À la recherche du temps perdu "così come me l'ha raccontata".
- 1987:  Premio ANAF (Associazione Nazionale Amici del Fumetto), Reggio Emilia - "Referendum miglior autore".
- 1998: viene istituito il Premio Attilio Micheluzzi, premio assegnato annualmente in occasione del Napoli Comicon.[6]